# Ornella Donda
Ornella Donda (Trieste, 18 luglio 1936) è un'ex cestista italiana.

## Carriera
Con l'Italia ha disputato due edizioni dei Campionati europei (1954, 1956).